# Southernplayalisticadillacmuzik
Southernplayalisticadillacmuzik is het debuutalbum van het hiphop-duo OutKast. Het album werd uitgebracht op 26 april 1994 en werd volledig geproduceerd door Organized Noise. Er werden drie singles uitgebracht: "Player's Ball", "Southernplayalisticadillacmuzik" en "Git Up, Git Out".
De naam van het album is een samenvoeging van de woorden southern, playalistic, cadillac en muzik. Voor het album werden ongeveer 30 nummers opgenomen, waarvan er 12 op het album terechtkwamen. Het album behaalde de 20e plaats in de Billboard 200 en de derde plaats in de R&B/Hiphop-lijst.

## Tracks
1. "Peaches" – 0:51
2. "Myintrotoletuknow" – 2:40
3. "Ain't No Thang" – 5:39
4. "Welcome to Atlanta (Interlude)" – 0:58
5. "Southernplayalisticadillacmuzik" – 5:18
6. "Call of da Wild" – 6:06 (met Goodie Mob)
7. "Player's Ball" – 4:21
8. "Claimin' True" – 4:43
9. "Club Donkey Ass (Interlude)" – 0:25
10. "Funky Ride" – 6:31
11. "Flim Flam (Interlude)" – 1:15
12. "Git Up, Git Out" – 7:27 (met Goodie Mob)
13. "True Dat (Interlude)" – 1:16
14. "Crumblin' Erb" – 5:10
15. "Hootie Hoo" – 3:59
16. "D.E.E.P." – 5:31
17. "Player's Ball (Reprise)" – 2:20